# فرودگاه آبی پیی پلا
فرودگاه آبی پیی پلا (به انگلیسی: Pays Plat Water Aerodrome) یک فرودگاه خصوصی است که یک باند فرود آب دارد. این فرودگاه در کشور کانادا قرار دارد و در ارتفاع ۱۸۳ متری از سطح دریا واقع شده است.